# Jockey Club
Der Jockey Club ist in England die letzte Instanz für alle Fragen im Galopprennsport.

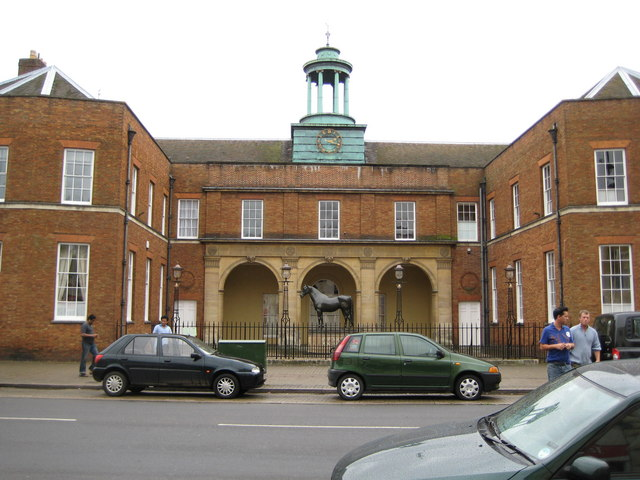
Gebäude des Jockey Clubs in Newmarket

Der Verein wurde 1750 in Newmarket gegründet. Er setzte sich zu ca. 50 % aus adligen Pferdeliebhabern und ca. 50 % Experten (Pferdezüchtern, Rennbahnbetreibern, Reitern) zusammen. Beiden Gruppen gemeinsam war die gesellschaftliche Herkunft und die Liebe zum Rennsport. Der Verein diente nicht nur Pierre de Coubertin als Muster für die Gründung des Internationalen Olympischen Komitees, sondern auch verschiedenen anderen Jockey Clubs, etwa denen von Österreich oder Frankreich.
Zu den Aufgaben des Jockey Clubs in Newmarket gehört die Festlegung der Rennregeln auf nationaler Ebene und deren Überwachung. Weiterhin erteilt er die Lizenzen für Trainer, Jockeys, Pferde und Besitzer, legt die Standards für die Rennplätze fest, überwacht die medizinische Versorgung der Pferde und kümmert sich um alle Fragen rund ums Doping. Daneben ist ein großer Teil des britischen Zentrums für Vollblut-Zucht in Newmarket im Besitz des Jockey Club.
Stewart des Jockey Club zu sein, gilt in England als besondere gesellschaftliche Auszeichnung einer Person.
Seine deutsche Entsprechung war vor dem Zweiten Weltkrieg der Union-Klub, heute ist es das Direktorium für Vollblutzucht und Rennen.

## Andere Jockey Clubs
- Jockey-Club de Paris, Rennsport-Autorität
- Jockey-Club (Wien), Jockey-Club für Österreich
- The Jockey Club, gegründet 1894, Zuchtverband für Englisches Vollblut in den USA und Kanada, führt das Zuchtbuch, das American Stud Book